# Lluçanès

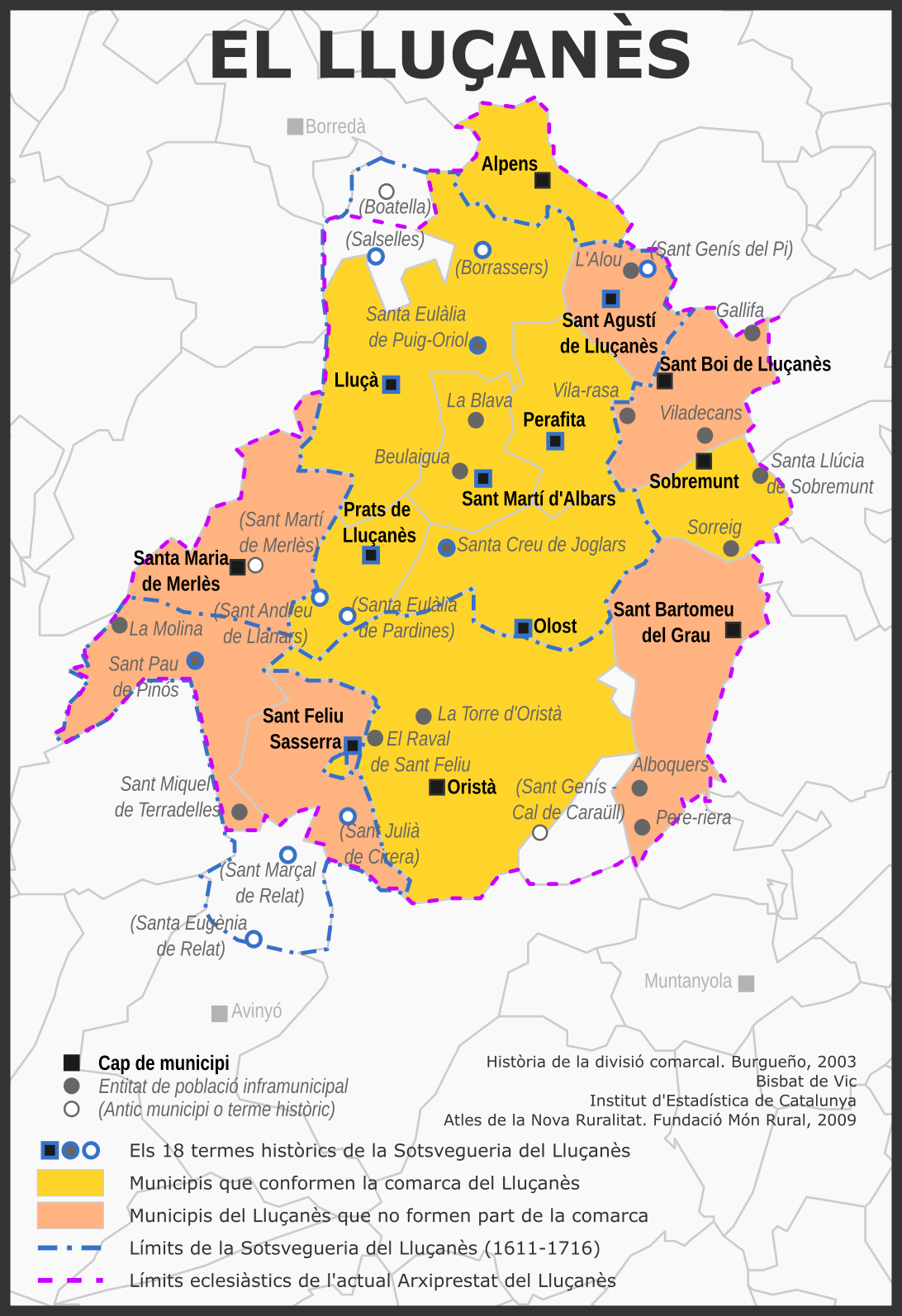
Municipis i entitats de població actuals i històrics del Lluçanès, juntament amb l'adscripció territorial actual i els límits històrics de la Sotsvegueria del Lluçanès i l'Arxiprestat del Lluçanès.

El Lluçanès és una comarca catalana que s'estén al llarg de l'altiplà de transició entre la Plana de Vic i el Berguedà, en contacte amb el Prepirineu. Sant Feliu Sasserra és la capital històrica de la sotsvegueria del Lluçanès. Al 2024 (amb l'extensió de la subcomarca i no de la comarca) tenia 8.140 habitants. La comarca tal com s'ha configurat a 3 de maig de 2023 comprèn vuit municipis, té una població de 5.710 habitants i ocupa una extensió de 226,6 quilòmetres quadrats.
Popularment es considera que el Lluçanès forma part de la regió de l'Alt Ter, sobretot per raons històriques vinculades amb la comarca d'Osona i amb la del Ripollès.
Havia estat considerada com una subcomarca. No obstant això, la seva gent l'havia sentit des de sempre com una terra amb fesomia pròpia, amb unes característiques geogràfiques i econòmiques molt homogènies, unides per una història comuna. Després d'anys de reivindicació social, el 3 de maig del 2023 el Parlament de Catalunya n'aprovà definitivament el seu estatus, fet pel qual esdevingué la quaranta-tresena comarca del país. Administrivament per raons polítiques s'ha creat dins de la vegueria de la Catalunya Central.
Oficialment comprèn territoris que formaven part de les comarques del Bages i d'Osona. El 4 de novembre de 2011, els municipis d'Alpens, Lluçà, Olost de Lluçanès, Perafita, Prats de Lluçanès, Sant Agustí de Lluçanès, Sant Boi de Lluçanès i Sant Martí d'Albars trameteren al Departament de Governació i Relacions Institucionals la proposta de creació de la comarca del Lluçanès.
La demanda que van presentar els ajuntaments va passar tots els tràmits necessaris, però com va succeir amb el Moianès, el Departament de Governació va proposar als alcaldes organitzar un procés participatiu no vinculant. El 26 de juliol de 2015 se celebrà la consulta, com a pas previ per tal d'esdevenir una comarca oficialment reconeguda, amb un resultat positiu en vuit dels tretze municipis que en formen part. A Sant Agustí de Lluçanès i a Sant Boi de Lluçanès guanyà el no, malgrat que s'esperava que fossin partidaris de la proposta.
En el que va significar un pas més definitiu endavant, el 3 de maig de 2016 la Mesa del Parlament de Catalunya va admetre a tràmit la sol·licitud, presentada per tots els grups parlamentaris, per crear la ponència redactora de la proposició de llei de creació de la comarca del Lluçanès.

## Municipis
- Pertanyien a la comarca del Lluçanès: Alpens, Lluçà, Olost, Oristà, Perafita, Prats de Lluçanès, Sant Martí d'Albars i Sobremunt
- Municipis que han rebutjat unir-se a la nova comarca del Lluçanès: Sant Agustí de Lluçanès (Osona), Sant Bartomeu del Grau (Osona), Sant Boi de Lluçanès (Osona), Santa Maria de Merlès (Berguedà) i Sant Feliu Sasserra (Bages). Aquest últim en va formar part durant 8 setmanes i després se'n va desvincular però mantenint-se dins del consorci.[8]

| Entitat de població     | Habitants (2024) |
| ----------------------- | ---------------- |
| Alpens                  | 270              |
| Lluçà                   | 288              |
| Olost                   | 1.216            |
| Oristà                  | 569              |
| Perafita                | 438              |
| Prats de Lluçanès       | 2.688            |
| Sant Agustí de Lluçanès | 108              |
| Sant Bartomeu del Grau  | 943              |
| Sant Boi de Lluçanès    | 575              |
| Sant Feliu Sasserra     | 629              |
| Sant Martí d'Albars     | 140              |
| Santa Maria de Merlès   | 175              |
| Sobremunt               | 101              |
| Font: Idescat           |                  |

## Característiques físiques
El Lluçanès és un altiplà d'una extensió de 368 km² situat al nord-est de la depressió central inclinat de NNE (900-1.000 metres d'altitud) a SSW (450–550 m). La densitat de població del Lluçanès és de 21 habitants per km². Per la banda d'Osona està clarament delimitat per cingleres. Per la banda del Berguedà, la Riera de Merlès delimita la seva extensió geogràfica.
La majoria dels geògrafs sempre l'han tractat com una contrada natural, com un país de transició entre la Plana de Vic i el Berguedà, en contacte amb el prepirineu.
Les conques hidrogràfiques que travessen el Lluçanès van a parar als rius Ter o Llobregat. El vessant del Llobregat que mira cap al Berguedà i el Bages, rep les aigües calmoses i suaus de les rieres de Merlès, Lluçanès i Gavarresa, les més importants del territori, amb una gran quantitat d'afluents i valls amples i profundes.
Pel que fa al vessant del Ter, quan mira a la Plana de Vic, els seus corrents fluvials sóm més abruptes i encinglerats, amb cursos ràpids però poc abundants. En aquesta banda s'escolen les aigües de les rieres de Cussons i Sorreigs, entre d'altres.
El clima és mediterrani de tendència continental modificat per l'altitud especialment pel que fa a la moderació de les temperatures estiuenques. La temperatura mitjana es troba al voltant dels 12 graus. A la temporada freda hi ha uns 50 dies de glaçades amb mínimes absolutes pròximes als 5 graus per sota de zero. Les precipitacions anuals oscil·len entre els 600 i 900 litres. Els trets principals són les osil·lacions tèrmiques pronunciades i la breu durada de les estacions equinoccials (primavera i tardor).
En el seu relleu hi predominen les argiles rogenques que s'alternen amb bandes primes de gresos, margues i conglomerats.

## Història
El Lluçanès rebé el nom del castell de Lluçà, documentat des del 905. En depenien els actuals municipis de Lluçà, Prats de Lluçanès, Sant Martí d'Albars, una part de Sant Agustí de Lluçanès, Perafita i una part del terme de Sant Boi. La segona entitat constitutiva del Lluçanès fou formada pel primitiu terme d'Oristà, que comprenia Oristà, Sant Feliu Sasserra, la Cirera, les parròquies de Relat i una part d'Olost de Lluçanès. Al principi del s. XI la demarcació d'Oristà es dividí en les jurisdiccions de Tornamira i d'Olost de Lluçanès, amb Santa Creu de Joglars, mentre que Sant Feliu Sasserra i el terme de Relat prenien autonomia. Altres petites entitats que es consideraven del Lluçanès històric, com la parròquia de Sant Boi de Lluçanès, Salselles, el Pi, Serradellops i el Toneu, Caraüll i Sant Pau de Pinós, formaren jurisdiccions autònomes.
El nucli del Lluçanès es formà de la fusió dels dominis de Lluçà i d'Olost de Lluçanès-Tornamira: la part sotmesa al castell de Lluçà estigué en mans dels magnats cognomenats Lluçà, refosos el 1256 amb els Saportella o Portella, i més tard amb els Fenollet, vescomtes d'Illa; les jurisdiccions d'Olost de Lluçanès i Tornamira passaren, a mitjan s. XIII, als Peguera, successors dels antics cavallers Olost de Lluçanès. El 1376 ambdós termes es fusionaren, amb Ramon de Peguera, senyor de la baronia de Lluçà i dels termes d'Olost de Lluçanès i Tornamira. Des del 1396 la història del Lluçanès és d'una constant tibantor entre els barons i llurs súbdits, que volien formar una sotsvegueria sotmesa al rei. El 1438 Ramon de Peguera feu donació dels seus dominis al seu nebot Galceran de Pinós i de Fenollet; amb aquest, la lluita, que estigué a punt de solucionar-se favorablement als súbdits el 1449, prengué una nova virior, i acabà el 1464, en obtenir el baró la jurisdicció total al Lluçanès, situació que es mantingué fins al 1611, a desgrat de nous intents d'emancipació, dels anys 1474 i 1491. Finalment, el 1611 el baró vengué al rei i a la Universitat de prohoms del Lluçanès tota la seva jurisdicció, i així es pogué crear la desitjada sotsvegueria de Lluçanès.

### Carlisme. El Lluçanès carlí
Juntament amb les comarques veïnes del Berguedà, Osona, Moianès, Ripollès i Solsonès passat el Berguedà, la zona del Lluçanès, fou un dels nuclis d'origen de les carlinades a Catalunya i escenari principal dels aixecaments d'armes i guerres carlines, amb batalles tant importants com la batalla de Prats de Lluçanès i la batalla de Montesquiu i especialment durant la Guerra dels Malcontents, la Guerra dels Matiners i la Tercera guerra carlina amb coneguts fets d'armes com l'Acció d'Alpens, l'Acció d'Oristà, o la crema de Perafita, i essent Sant Boi de Lluçanès base d'operacions i administració del bàndol carlí durant la Tercera Carlinada, on fins i tot l'infant Alfons Carles de Borbó i Àustria-Este i la seua esposa Maria de les Neus de Portugal hi visqueren durant un temps.
Ha estat doncs, el Lluçanès, bressol de personatges de renom dins el món carlí com és el cas entre d'altres, de l'anomenada nissaga carlina dels Galceran de Prats, Josep Galceran i Escrigàs, qui pren comandància d'algunes accions durant la primera guerra carlina i el seu fill Jeroni Galceran i Terrés qui havent participat ja a la primera guerra carlina, llençà el primer crit a favor de Carles V encetant la segona, coneguda com a guerra dels matiners. Un altre personatge militar carlí rellevant també natural de Prats de Lluçanès fou Marcel·lí Gonfaus qui manava la famosa divisió de llancers lluçanesa.

### Sotsvegueria del Lluçanès
| \| ← \| 1611 — 1716 \| → \|        |              |   |
|                                    |              |   |
| Període històric                   | Edat Moderna |   |
| • Venda de la Baronia del Lluçanès | 1611         |   |
| • Decrets de Nova Planta           | 1716         |   |
| ←                                  | 1611 — 1716  | → |

La sotsvegueria del Lluçanès va ser una demarcació administrativa del Principat de Catalunya que es va establir el 1611 quan el baró del Lluçanès va vendre les seves possessions al rei i a la universitat de prohoms. Comprenia a 18 termes del Lluçanès, d'entre els quals no hi havia Sant Boi de Lluçanès que pertanyia a la Mitra de Vic.
Les parròquies que el comprenien eren:
- Borrassers
- Lluçà
- Olost de Lluçanès
- Perafita
- Prats de Lluçanès
- Sant Agustí de Lluçanès
- Sant Andreu de Llanars
- Sant Feliu Sasserra
- Sant Genís del Pi
- Sant Julià de Cirera
- Sant Marçal de Relat
- Sant Martí d'Albars
- Sant Pau de Pinós
- Santa Creu de Jutglar
- Santa Eugènia de Relat
- Santa Eulàlia de Pardines
- Santa Eulàlia de Puig-oriol
- Santa Maria de Salselles

Amb els Decrets de Nova Planta va ser repartida entre els corregiments de Vic i de Manresa.

### Comarca del Lluçanès i procés participatiu

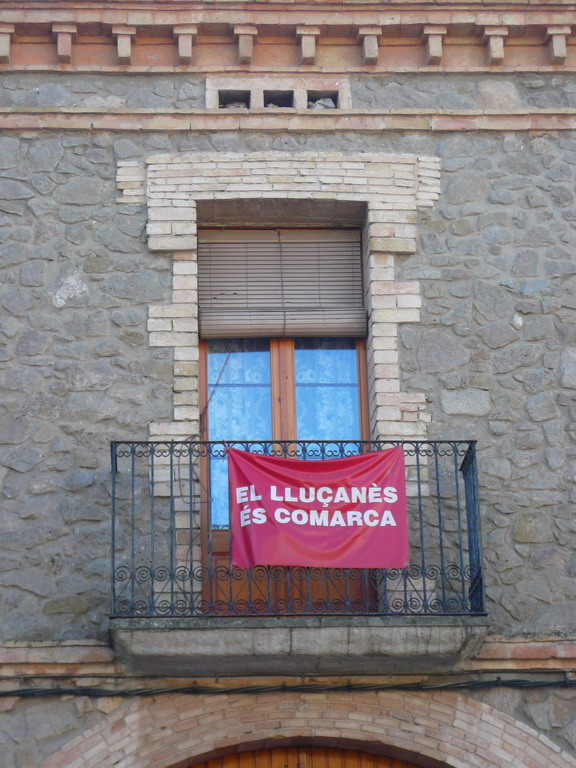
Pancarta reivindicativa a la plaça Major de Prats de Lluçanès el desembre de 2007.

El 26 de juliol de l'any 2015 els habitants del Lluçanès van votar en un procés de participació ciutadana sobre la creació de la comarca del Lluçanès. La participació va ser del 55,15%. Els resultats varen ser d'un 70,7% de vots a favor de formar una comarca pròpia i un 26,35% en contra pel que fa al còmput total, i per tant, llum verda per la creació de la comarca. No obstant, 5 dels 13 pobles van decidir, en aquella votació popular, que no volien formar part de la nova comarca, de manera que tenint en compte les condicions pre-establertes a la consulta i que es tracta de municipis a la frontera del domini, aquests n'han de ser exclosos.
El 21 de març de 2023, el Govern de la Generalitat aprovà el Projecte de llei pel qual es creava la comarca del Lluçanès, que esdevindria així la quaranta-tresena comarca de Catalunya, integrada pels municipis d’Alpens, Lluçà, Olost, Oristà, Perafita, Prats de Lluçanès, Sant Feliu Sasserra, Sant Martí d’Albars i Sobremunt, amb capital a Prats de Lluçanès, seu oficial dels òrgans de govern. D’acord amb el Projecte de llei, el Consell Comarcal s'havia de constituir després de la celebració de les eleccions municipals del 2027. El 3 de maig de 2023, al Parlament de Catalunya, s'aprovà la creació de la comarca del Lluçanès.

## Demografia
| 1497 f | 1515 f | 1553 f | 1717  | 1787  | 1857   | 1877  | 1887  | 1900  | 1910  |
| ------ | ------ | ------ | ----- | ----- | ------ | ----- | ----- | ----- | ----- |
| 79     | 201    | 303    | 4.340 | 6.310 | 12.063 | 9.990 | 8.969 | 7.358 | 8.018 |

| 1920  | 1930  | 1940  | 1950  | 1960  | 1970  | 1981  | 1990  | 1992  | 1994  |
| ----- | ----- | ----- | ----- | ----- | ----- | ----- | ----- | ----- | ----- |
| 8.657 | 9.509 | 9.360 | 9.372 | 8.794 | 7.771 | 7.942 | 8.242 | 8.231 | 8.231 |

| 1996  | 1998  | 2000  | 2002  | 2004  | 2006  | 2008  | 2010  | 2012 | 2014 |
| ----- | ----- | ----- | ----- | ----- | ----- | ----- | ----- | ---- | ---- |
| 8.431 | 8.418 | 8.330 | 8.271 | 8.186 | 8.145 | 8.125 | 8.148 | -    | -    |

## Educació
La majoria de pobles disposen d'una escola d'educació infantil i primària.
L'educació secundària recau sobre l'Institut Castell del Quer.

## Fires i festes
- Fira ramadera de l'Hostal del Vilar
- Festes de Sant Joan i els Elois a Prats de Lluçanès
- Fira de les Bruixes a Sant Feliu Sasserra
- Fira d'en Rocaguinarda d'Olost de Lluçanès
- Fira d'en Perot Rocaguinarda d'Oristà
- Festes i Fires de la Candelera de Perafita
- Fira del Jovent i dels Carlins d'Alpens
- Trobada de Forjadors d'Alpens

## Personatges històrics
- Perot Rocaguinarda
- Jaume Puig de Perafita

## Patrimoni
- Rocadepena
- Monestir de Lluçà
- Castell de Lluçà
- Sant Salvador de Bellver
- Santa Llúcia
- El Roure de la Senyora
- Castell de Perafita
- Pont romànic de Sant Martí d'Albars
- Edificacions modernistes de Prats de Lluçanès
- Església vella de Sant Bartomeu del Grau
- Castell d'Olost de Lluçanès
- Castell de Tornamira
- Puig Ciutat
- Antiga Seu de la sotsvegueria de Sant Feliu

## Biodiversitat
El Lluçanès compta amb una elevada biodiversitat, que a finals de 2022 superava les 4200 espècies d'éssers vius catalogades per l'Observatori Ciutadà de la Biodiversitat del Lluçanès. Destaquen les més de 2000 espècies d'invertebrats, que inclouen l'escanyapolls (Lucanus cervus) o la papallona Eriogaster catax.